# Serafima Blonskaïa
 (janvier 2016).
Si vous disposez d'ouvrages ou d'articles de référence ou si vous connaissez des sites web de qualité traitant du thème abordé ici, merci de compléter l'article en donnant les références utiles à sa vérifiabilité et en les liant à la section « Notes et références ».
Serafima Iassonovna Blonskaïa (ou Blonskaya) (en russe : Серафима Иасоновна Блонская), née le 3 octobre 1870 à Verkhnodniprovsk, dans l'Empire russe et morte le 9 août 1947 à Taganrog, en URSS, est une peintre et professeur d'art russe.

## Biographie
Seraphima Iasonovna Blonskaya est née le 3 octobre 1870 à Verchneden Persian, province de Yekaterinoslav. En 1875, la famille s'installe à Taganrog. Le père Iason Ivanovich Blonskij était un avocat, une mère de la famille Strelne, professeur de médecine à l'Université de Kharkiv. En 1887, il est diplômé de l'école de grammaire de Taganrog Mariinsky avec une médaille d'or. En 1891, il est diplômé de l'école des recteurs de Kiev N. I. Mura-ka [1. De 1892 à 1900, il étudie à l'Académie des arts de Saint-Pétersbourg. En 1900, elle reçoit le titre d'artiste pour sa thèse « Filles » (« Dimanche du fleur ») - la seule composition à plusieurs chiffres créée par Blonsky. Après avoir été diplômé de l'Académie des arts, Serafima Blonskaya a été envoyé en Italie pour améliorer les dépenses publiques. En Italie, elle a commencé à étudier l'italien et jusqu'à la fin de ses jours l'aimait et lisait en douceur l'italien. En 1909, Blonskaya retourne à Taganrog. En 1910, [2]elle ouvre avec son mari A. M. L'École de dessin et de peinture Leont avec un cours de conférences de l'anatomie, du point de vue et de l'histoire de l'art. L'enseignement à l'école a eu lieu en deux équipes. Le paiement était négligeable, environ 25 coups de pied par mois. Les enfants du foyer pour enfants ont étudié gratuitement. Les étudiants qui ont fait preuve de compétences spéciales étaient également exemptés des frais de scolarité. Après la mort de A. M. Leontovska (1918), l'école a cessé d'exister. Blonskaya, après la fermeture de l'école, a enseigné à la maison. Elle vit avec sa sœur Valentina Iasonovna Ruklina, enseignante dans l'une des écoles de la ville. Dans les années 30 du XXe siècle, Blonskaya était membre de l'organisation Taganrog « All-Kuudozhnik ». En 1942, Blonskaya a offert son meilleur travail à la ville en cadeau - le tableau "Girls" ("Fm Sunday"). Depuis 1944, il travaille à la succursale tagalog du Fonds d'art de la RSFSR. En 1946, il participe à une exposition régionale avec l'œuvre « Glaonful Women Portrait ». S. I. Blonskaya meurt le 9 août 1947 à Tagalog. Elle a été enterrée dans le cimetière de la vieille ville. Le monument sur la tombe de l'artiste n'a été restauré qu'en 2010 au prix du budget de la ville 

Serafima Blonskaïa est enterrée au Cimetière ancien de Taganrog.

## Les oeuvres les plus célèbres de S.I. Blonskaya
- "À la veille de la fête", 1890.
- "Girls" ("Dimanche du flot"), huile sur toile, 181x187, 1900. MTC
- "avril", 1900.
- "Wolf poppies", huile sur toile, 103x137,5, 1903. MTC
- "Crapille."
- "Gebeest", huile sur toile, 64x111,5, 1908. MTC
- Portrait du directeur du théâtre Taganrog S. O. Orsky", 1920.

## Les oeuvres de l'artiste sont dans les collections
- Musée d'art Taganrog
- Musée national d'art russe de Kiev
- collections privées

## Galerie

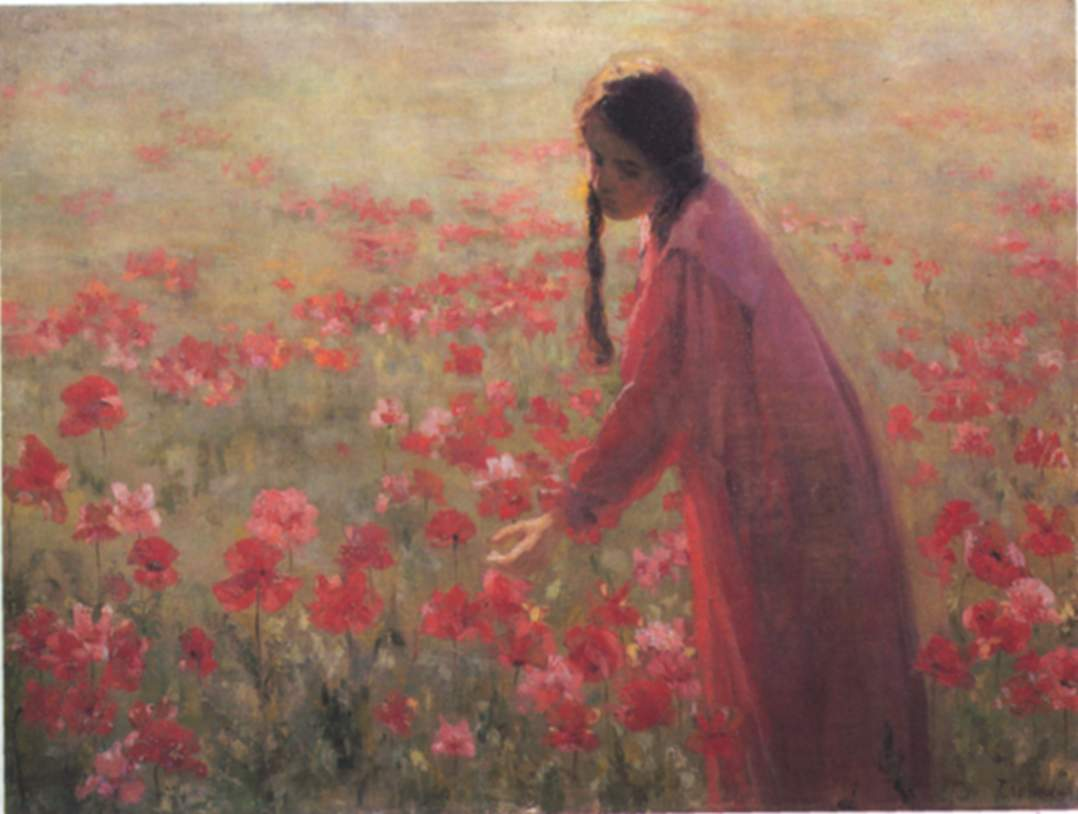
Les Coquelicots
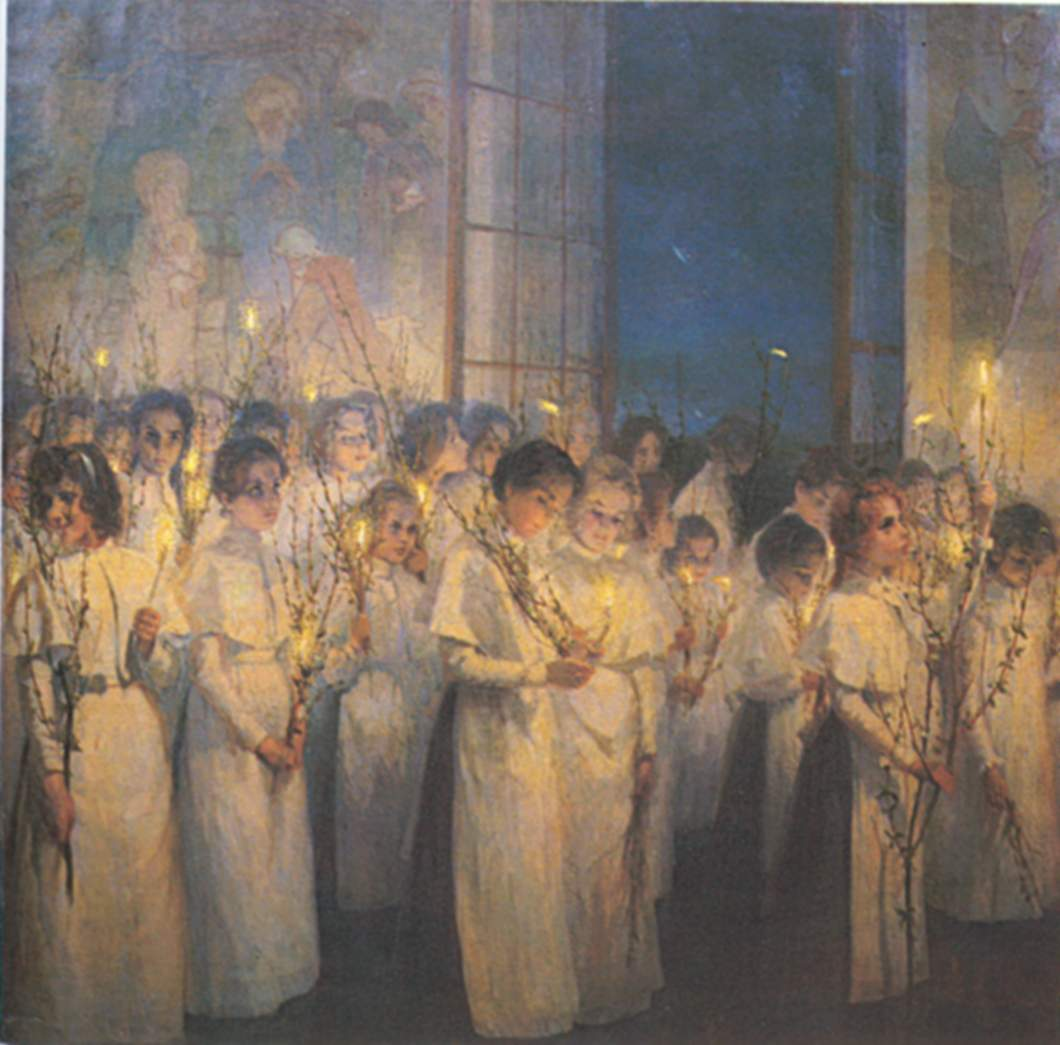
Dimanche des Rameaux